# جامعة آسيا الوسطى
جامعة آسيا الوسطى (بالإنجليزية: University of Central Asia)‏ هي جامعة بحثية علمانية غير ربحية في آسيا الوسطى. تأسّست بموجب ميثاق دولي بين حكومات طاجيكستان وقيرغيزستان وكازاخستان بالشراكة مع شبكة الآغا خان للتنمية في عام 2000. تم افتتاح أول حرم جامعي لجامعة آسيا الوسطى في عام 2016 في نارين بقيرغيزستان، وتبعه حرم جامعي ثانٍ في خاروغ بطاجيكستان (2017). يوجد بالجامعة ثلاث كليات: كلية الآداب والعلوم، وكلية الدراسات العليا للتنمية، وكلية التعليم المهني والمستمر. تقدم كلية الآداب والعلوم أربعة برامج جامعية في حرمين جامعيين يقعان في نارين بقيرغيزستان وخاروغ بطاجيكستان. تضم كلية الدراسات العليا للتنمية خمسة أقسام: معهد السياسة العامة والإدارة، ومعهد أبحاث المجتمعات الجبلية، ووحدة التراث الثقافي والعلوم الإنسانية، ومبادرة المجتمع المدني، ومشروع الآغا خان للعلوم الإنسانية. تجري جامعة آسيا الوسطى أبحاثًا متعددة التخصصات حول التنمية الاجتماعية والاقتصادية والثقافية لآسيا الوسطى. تضم كلية التعليم المهني والمستمر 14 مركزًا تعليميًا مع 150.000 خريج في جميع أنحاء أفغانستان وكازاخستان وقيرغيزستان وطاجيكستان. تقدم كلية التعليم المهني والمستمر برامج التطوير المهني لمختلف الفئات العمرية.

## حرم الجامعة
تقع برامج البكالوريوس في حرمها الجامعي السكني في نارين بقيرغيزستان (افتتح في سبتمبر 2016)، وخاروغ بطاجيكستان (2017). حرم تيكيلي ‏ في كازاخستان حاليا في مرحلة التخطيط..
حرم الجامعة متساوٍ في الحجم والمكانة مع الفصول الدراسية الحديثة والمكتبات والمختبرات والمهاجع الآمنة والمجهزة والمرافق الرياضية المفتوحة للجمهور، بما في ذلك ملاعب كرة القدم وملاعب التنس.
يقع الحرم الجامعي في قيرغيزستان في مدينة نارين على بعد 314 كيلومترًا (195 ميلاً) من بيشكك ويمتد على مساحة 9 هكتارات للمرحلة الأولى. الحرم الجامعي في نارين هو المرحلة الأولى من رؤية أكبر لموقع مساحته 252 هكتارًا. تشمل المرحلة الأولى مساحة قدرها 13.927 مترًا مربعًا تستوعب 150 طالبًا عند اكتمال المرحلة النهائية، وستستوعب 1200 طالب وتمتد على 125.000 متر مربع.
يقع الحرم الجامعي في طاجيكستان في خاروغ بمقاطعة بدخشان الجبلية ذاتية الحكم، بالقرب من الحدود مع أفغانستان في جبال بامير الجنوبية الغربية على ارتفاع 2200 متر (7200 قدم)، وعلى نهر غونت ‏ حيث يتدفق إلى نهر البانج.
سيتم بناء الحرم الجامعي في كازاخستان في تيكيلي، وهو في مرحلة التخطيط.
تم تصميم جميع الجامعات الثلاثة بواسطة أراتا إيسوزاكي.

## كلية الآداب والعلوم
لدى الجامعة برنامج جامعي مدته خمس سنوات، بما في ذلك برنامج تحضيري لمدة عام واحد بما في ذلك التخصصات المتعددة والفنون الحرة ودورات المتطلبات المسبقة، يليها اختيار ستة تخصصات. يشتمل البرنامج أيضًا على برنامج تعليمي تعاوني إلزامي، حيث يتلقى الطلاب دورات تدريبية مدفوعة الأجر. يحضر الطلاب إلى الحرم الجامعي بناءً على التخصص الذي يختارونه وسيتخرجون بدرجة بكالوريوس في الآداب أو بكالوريوس في العلوم.
وقّعت الجامعة شراكات أكاديمية أو مذكرات تفاهم مع مؤسسات دولية:
- كلية سينيكا [الإنجليزية]‏، كندا (البرنامج التحضيري)،[11]
- جامعة التكنولوجيا في سيدني، أستراليا (اتصالات وإعلام، بكالوريوس)،[12][13][14]
- جامعة تورنتو، كندا (علوم الكمبيوتر، بكالوريوس)،[15]
- جامعة كولومبيا البريطانية، كندا (علوم الأرض والبيئة، بكالوريوس)،[16][17][18]
- مدرسة ستوكهولم للاقتصاد / ريغا، لاتفيا (الاقتصاد، بكالوريوس) ، [19]
- الجامعة الوطنية للبحوث - المدرسة العليا للاقتصاد، موسكو، روسيا (الاقتصاد، بكالوريوس)،[20][21]
- جامعة فيكتوريا، كندا (برنامج التعليم التعاوني)[22]
- جامعة ألبرتا، كندا: برنامج تطوير أعضاء هيئة التدريس في آسيا الوسطى[23]
- جامعة كامبريدج، المملكة المتحدة: برنامج تطوير أعضاء هيئة التدريس في آسيا الوسطى[23]

| حرم نارين  | علوم الكمبيوتر (ابكالوريوس العلوم)     | الاتصالات والإعلام (بكالوريوس) |
| حرم خاروغ  | علوم الأرض والبيئة (ابكالوريوس العلوم) | الاقتصاد العالمي (بكالوريوس)   |
| حرم تيكيلي | العلوم الهندسية (ابكالوريوس العلوم)    | الأعمال والإدارة (بكالوريوس)   |

## مدرسة التعليم المهني والمستمر
تم إطلاقها في عام 2006 في 15 فبراير 2020، أقامت المدرسة حفل تخرجها الأول لـ 160 طالبًا في مركزها التعليمي في بختار بطاجيكستان.

## كلية الدراسات العليا للتنمية
تتكون كلية الدراسات العليا للتنمية بجامعة آسيا الوسطى من معهد السياسة العامة والإدارة، ومعهد أبحاث المجتمعات الجبلية، ووحدة التراث الثقافي والعلوم الإنسانية، ومبادرة المجتمع المدني، ومشروع الآغا خان للعلوم الإنسانية.

## مجلس الأمناء
- شمش قاسم لاخا [الإنجليزية]‏ (رئيس مجلس الإدارة)
- الأميرة زهرة آغا خان [الإنجليزية]‏
- الأمير آغا خان الخامس
- لُطفية عبد الخالق زوده
- السناتور بيرغانيم أيتيموفا [الإنجليزية]‏
- الدكتور شينجن فان [الإنجليزية]‏
- البروفيسور هانز هورني
- رائد الأعمال نجيب خراج [الإنجليزية]‏
- الدكتورة شاروفات مامادامباروفا
- الدكتور نورلان أوموروف
- البروفيسور أندرو بيتر
- سيد سهيل حسين نقفي [الإنجليزية]‏(رئيس جامعة آسيا الوسطى)[29]

## خريجون متميزون
- إيلينا أبراموفنا دافيدوفيتش [الإنجليزية]‏ (1922-2013)، خبيرة عملات روسية